# Flesinga
Flesinga (en neerlandés: Vlissingen) es una localidad y un municipio de la isla de Walcheren, provincia de Zelanda, Países Bajos.
Flesinga ha sido un importante puerto durante siglos debido a su estratégica situación entre el Mar del Norte y el río Escalda.
Es también conocida por sus astilleros; por ejemplo, el de Damen.  La mayor parte de los barcos de la Armada Real de los Países Bajos se construye en Flesinga.

## Localidades
- Flesinga
- Oost-Souburg
- West-Souburg
- Ritthem

## Galería

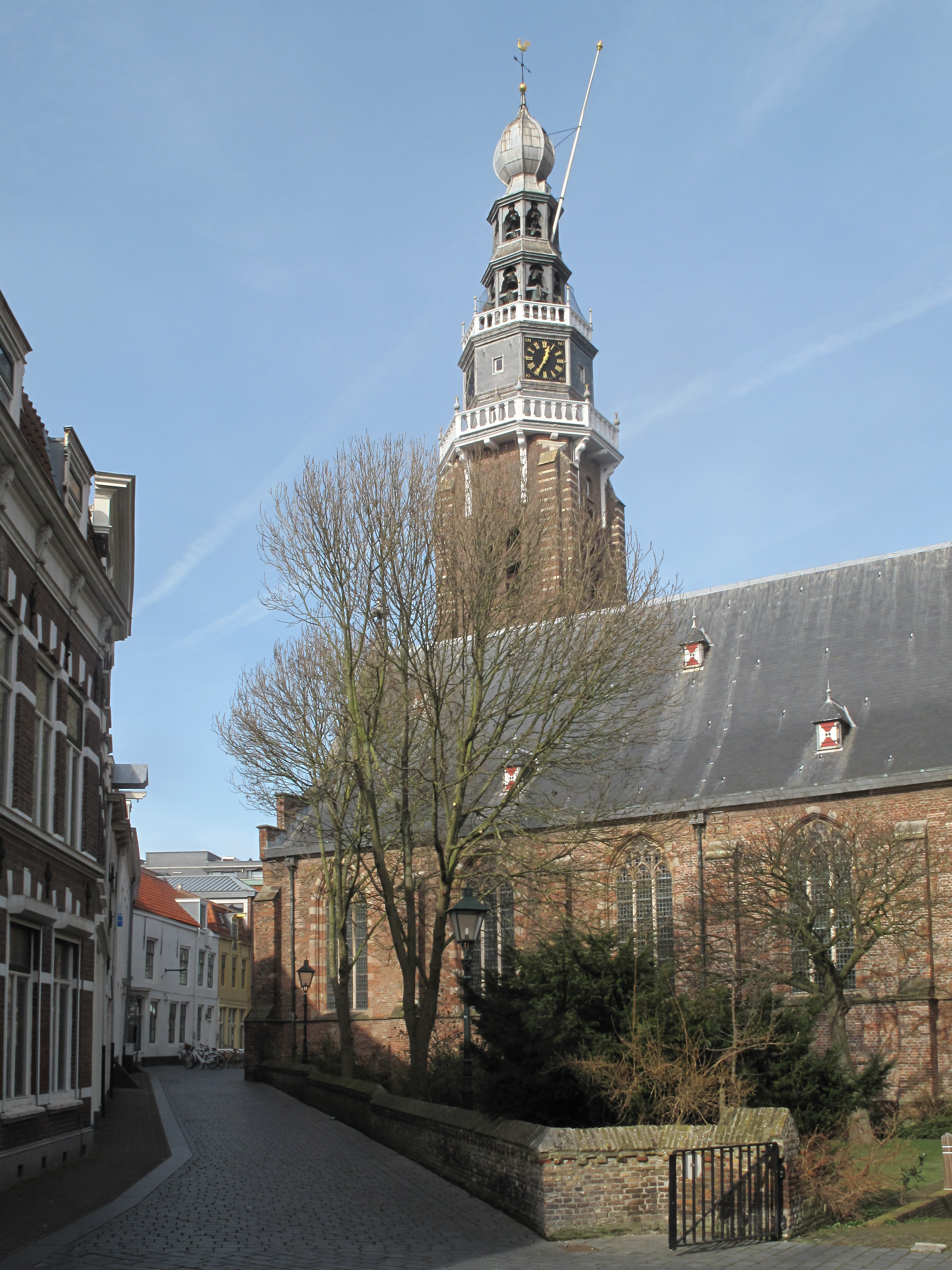
La iglesia: la Grote o Sint Jacobskerk
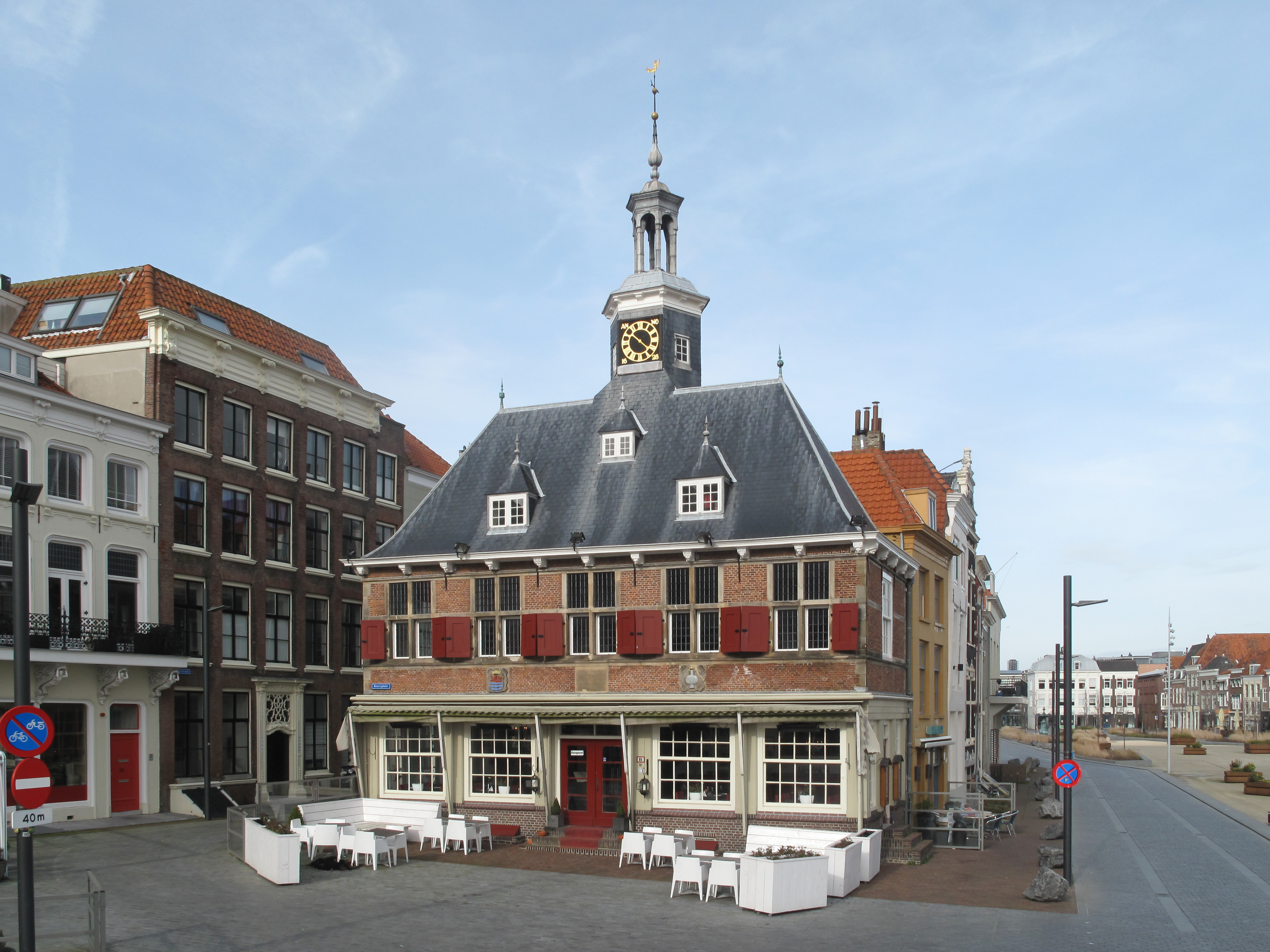
El edificio monumental: el Beursgebouw
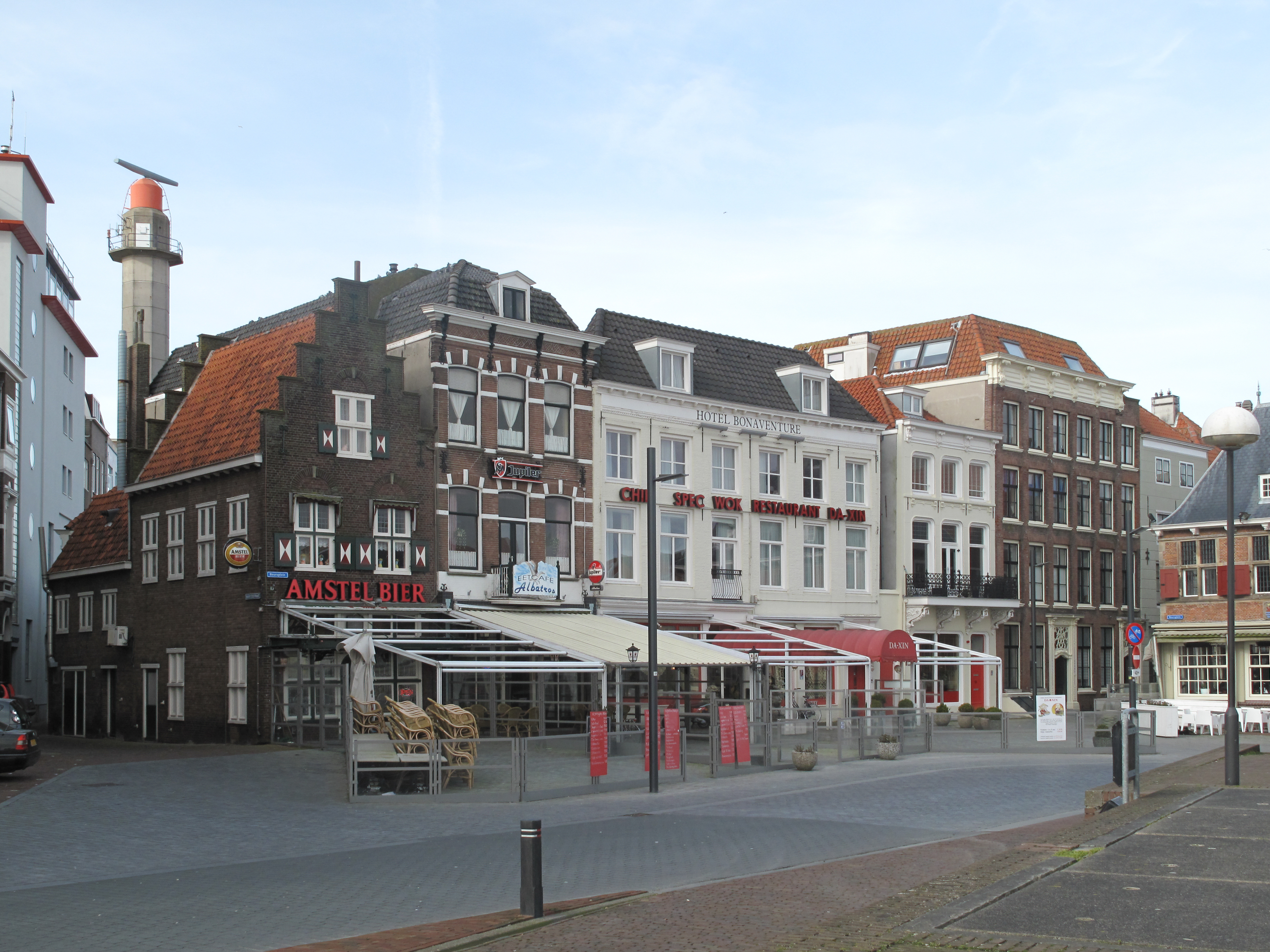
Vista en la calle: la Beursplein
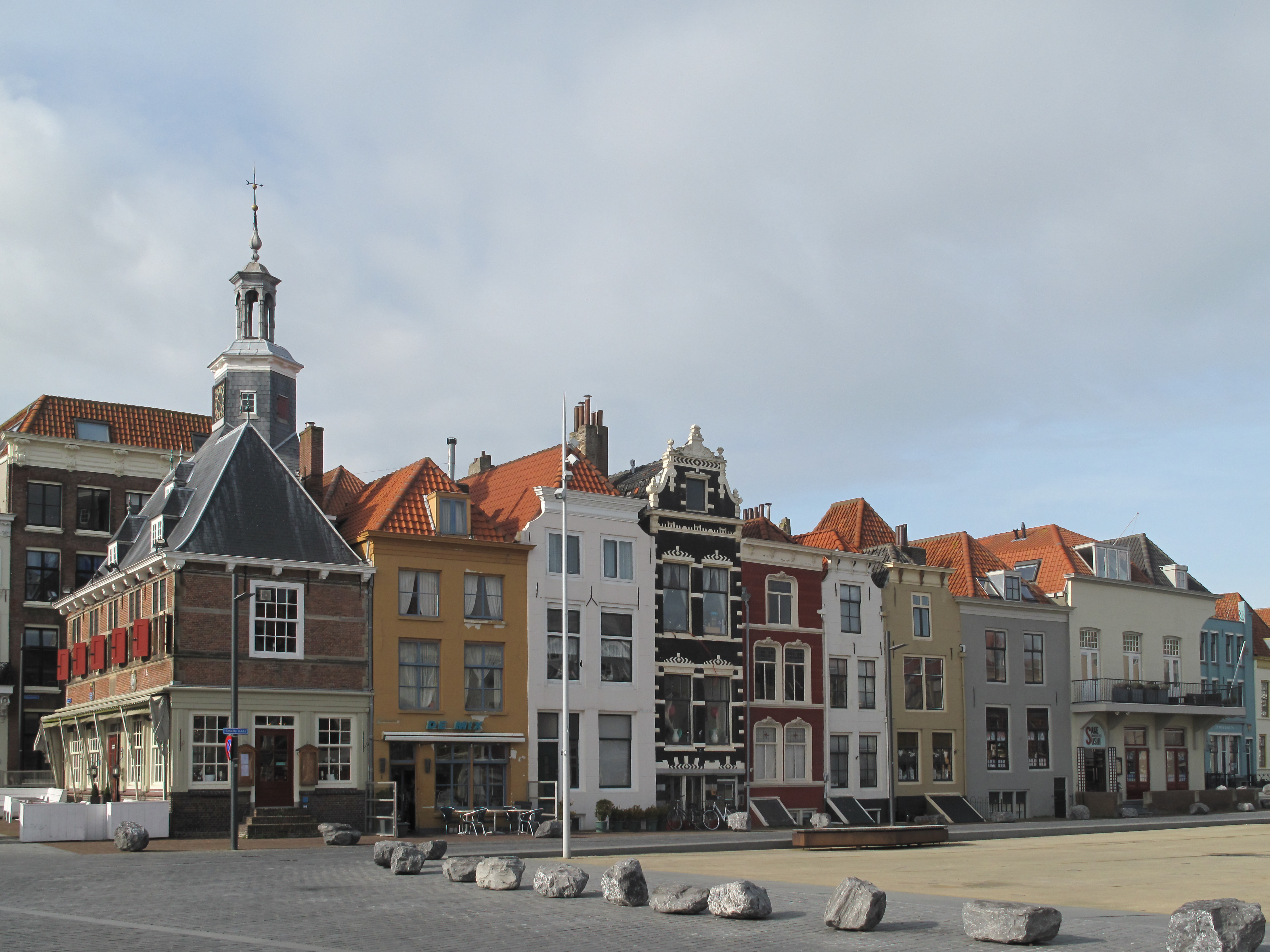
Vista en la calle: el Smalle Kade
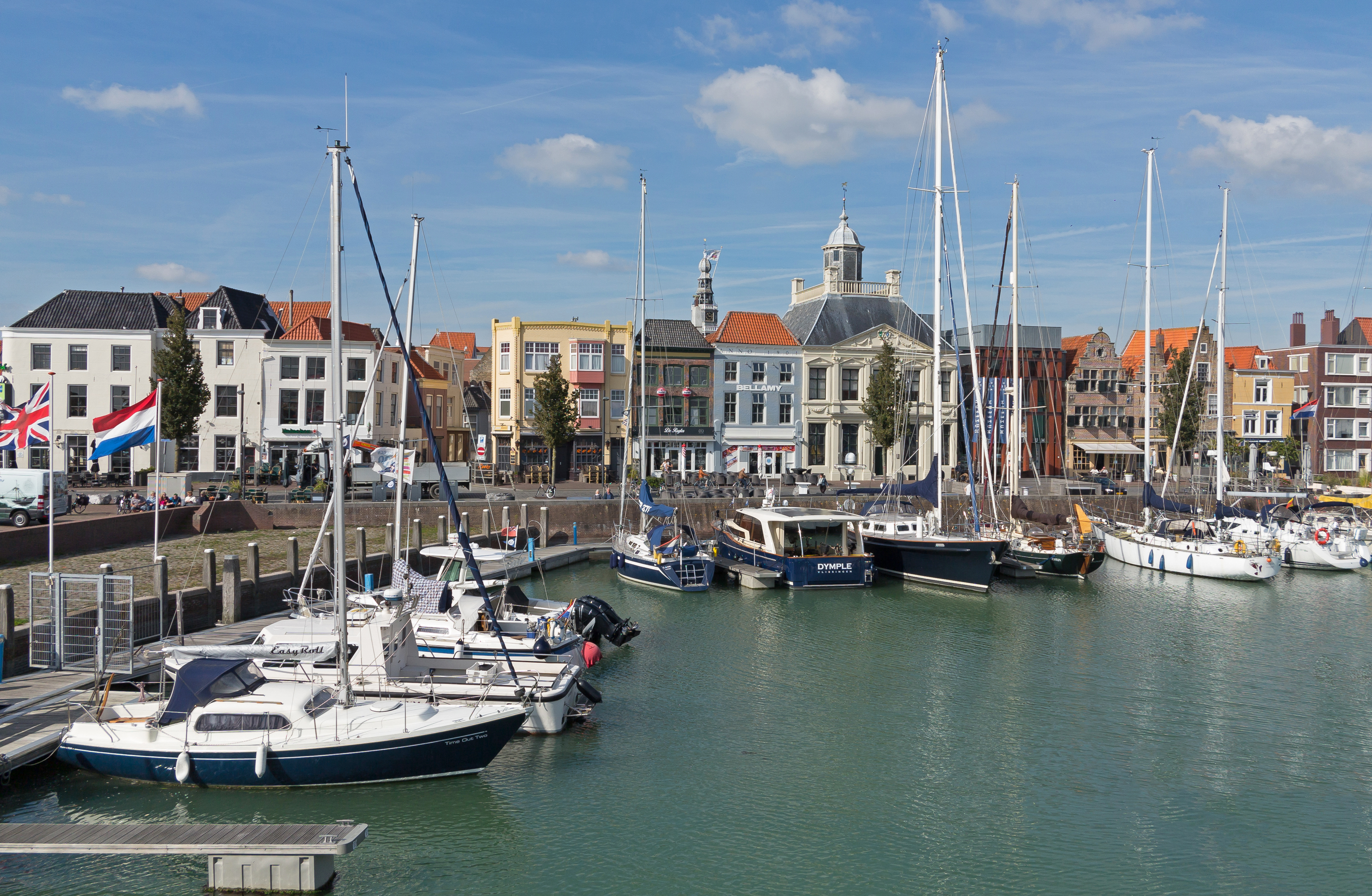
Vista en la calle: el Nieuwendijk
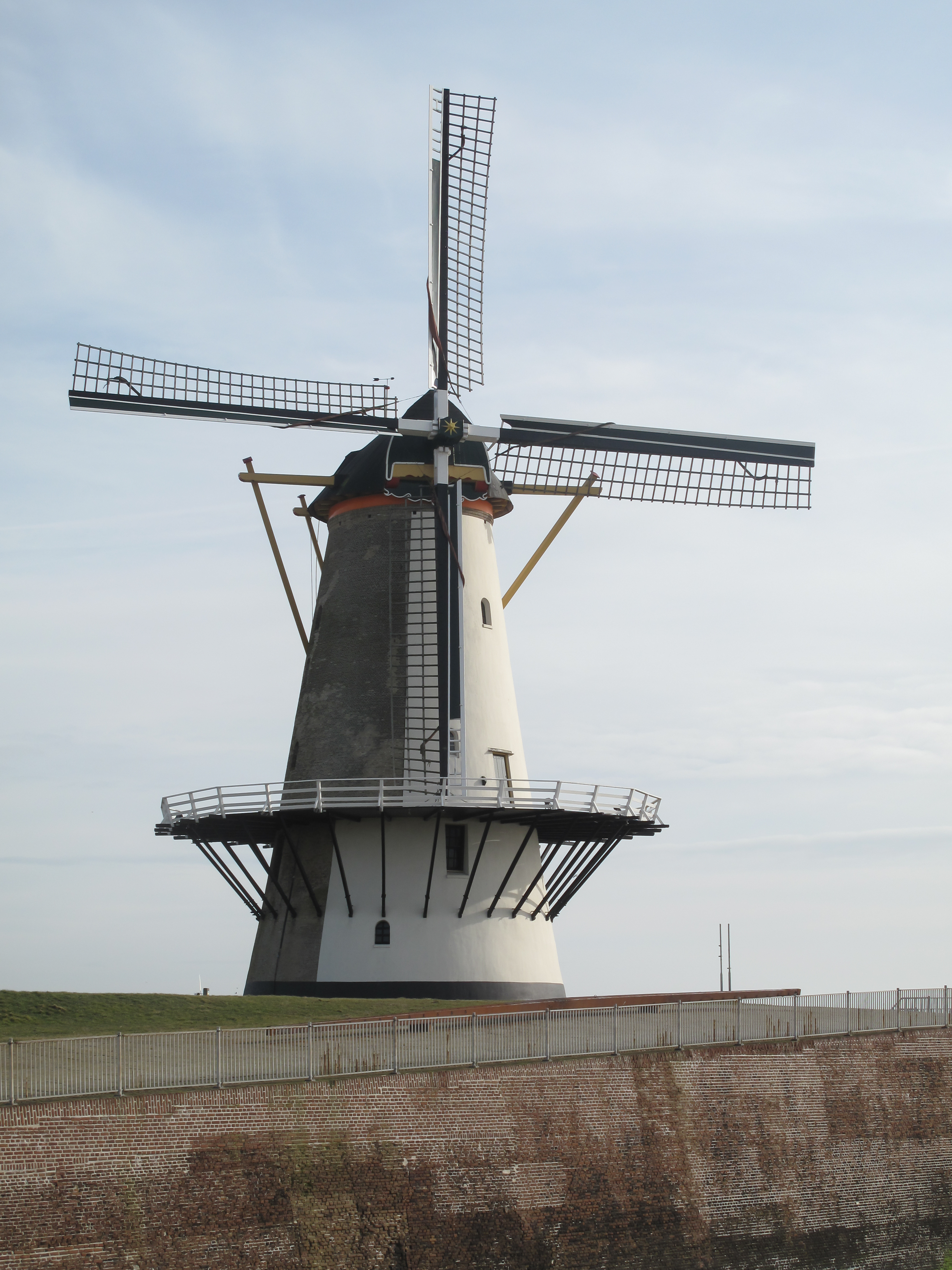
El molino: el Oranjemolen
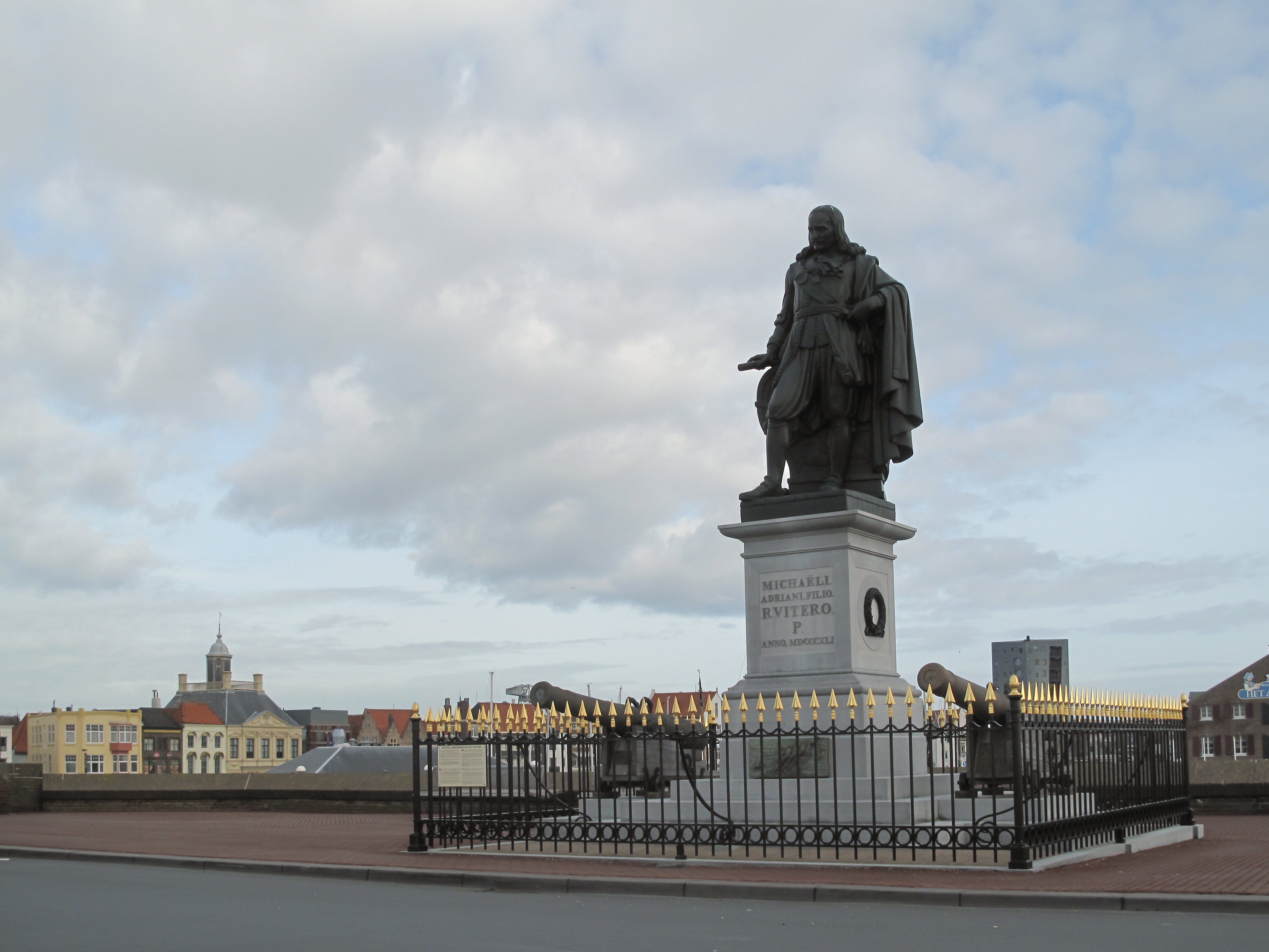
El statuto: Michiel de Ruyter
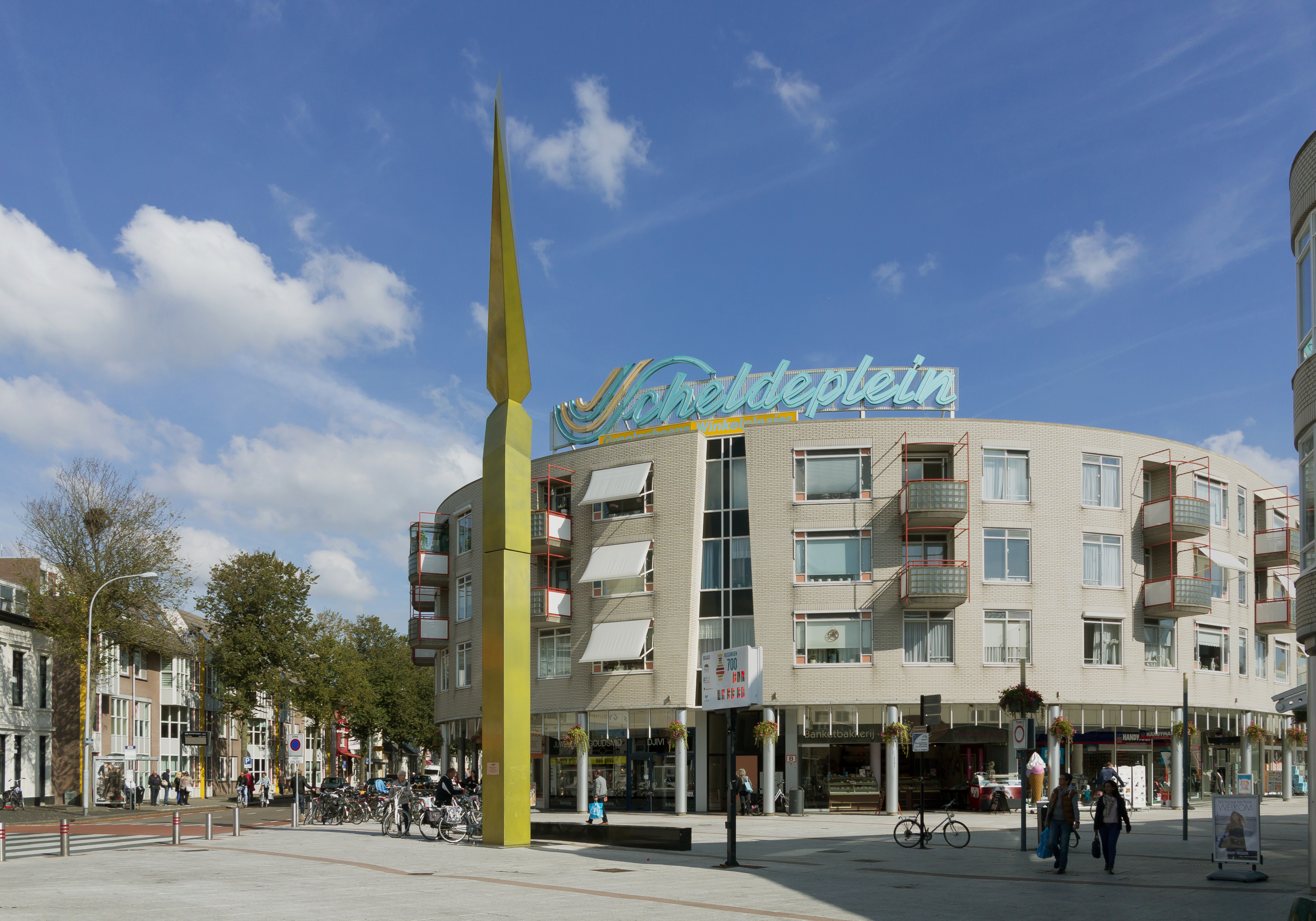
La escultura a la Scheldeplein

## Eventos
- Festival Film by the Sea